# Ermsdorf
Ermsdorf (luxemburgisch Iermsdrefⓘ) ist eine Ortschaft der luxemburgischen Ernztalgemeinde. Bis Ende 2011 war Ermsdorf der Hauptort der gleichnamigen Gemeinde, die zum Kanton Diekirch gehörte. Die Gemeinde Ermsdorf wurde zum 1. Januar 2012 mit Medernach zur Ernztalgemeinde fusioniert.

## Zusammensetzung der ehemaligen Gemeinde
Die Gemeinde Ermsdorf bestand aus folgenden Ortschaften:
- Eppeldorf
- Ermsdorf
- Folkendingen
- Keiwelbach
- Stegen